# Silicon Knights
Silicon Knights foi uma desenvolvedora de jogos eletrônicos canadense. Fundada em 1992 por Denis Dyack, a companhia tem sede em St. Catharines, Ontário, terra-natal de Dyack. Desde sua fundação, a Silicon Knights tem variado entre criar jogos eletrônicos para PC e para consoles, como Blood Omen: Legacy of Kain para o primeiro PlayStation. Em 1998, a Silicon Knights foi comprada pela Nintendo como uma desenvolvedora de primeiros e criou o jogo Eternal Darkness. Junto com a Nintendo, a Silicon Knights trabalhou com a Konami para produzir Metal Gear Solid: Twin Snakes. Em 2004, após os seis anos, a companhia terminou o seu contrato de First-Party com a Nintendo. Contudo, a ideia de criar um jogo para Wii ainda está em aberto. Em 2005, ela tornou-se subsidiária da Xbox Game Studios para produzir a trilogia Too Human, apesar da Nintendo ainda ter um pequeno estoque da companhia sob sua propriedade. Em Maio de 2014, a Silicon Knights veio a falência.

## Jogos desenvolvidos pela Silicon Knights
- Cyber Empires (1992)
- Fantasy Empires (1993)
- Dark Legions (1994)
- Blood Omen: Legacy of Kain (1996) (Sony PlayStation, Windows)
- Eternal Darkness: Sanity's Requiem (2002) (Nintendo GameCube)
- Metal Gear Solid: The Twin Snakes (2004) (Nintendo GameCube)
- Too Human (2008) (Xbox 360)
- X-Men: Destiny (2011) (Xbox 360, PlayStation 3, Wii, Nintendo DS)

### Cancelados
- Untitled Collaboration with SEGA (TBA 2009) (Xbox 360, PlayStation 3)
- Too Human Sequel (Xbox 360)[3]
- Too Human Threequel (Xbox 360)[3]